# 클라라 브라이언트
클라라 브라이언트(Clara Bryant, 1985년 2월 7일 ~ )는 미국의 배우, 텔레비전 배우, 변호사, 영화배우이다.
글렌데일에서 태어났다.

## 방송
- 뱀파이어 해결사 7